# Jan Hamřík
Jan Hamřík (* 3. prosince 1940) je bývalý československý sáňkař.

## Sportovní kariéra
Na IX. ZOH v Innsbrucku 1964 skončil v závodě jednotlivců na 10. místě a v závodě dvojic na 8. místě (s Jiřím Hujerem). Na X. ZOH v Grenoble 1968 skončil v závodě jednotlivců na 15. místě a v závodě dvojic na 14. místě (s Františkem Halířem).